# Seven Days of Falling
Seven Days of Falling ist das neunte Album des schwedischen Jazz-Trios Esbjörn Svensson Trio im zehnten Jahr des Bestehens der Band. Es wurde beim BBC Jazz Awards 2003 mit dem Best International Act ausgezeichnet. Die Kritik nahm es teilweise begeistert auf.

## Titelliste
1. Ballad for the Unborn – 5:32
2. Seven Days of Falling – 6:26
3. Mingle in the Mincing-Machine – 6:52
4. Evening in Atlantis – 0:50
5. Did They Ever Tell Cousteau? – 6:05
6. Believe Beleft Below – 4:51
7. Elevation of Love – 6:43
8. In My Garage – 4:18
9. Why She Couldn’t Come – 6:30
10. O.D.R.I.P. – 14:25
11. ab 9:30 – hidden track – Believe Beleft Below, gesungene Version

## Inhalt
Wie schon bei den vorausgehenden Veröffentlichungen bietet Seven Days of Falling eine Mischung aus Jazz, Klassik, Pop und elektronischen Klängen. Auch hier wechseln wieder ruhige Balladen und rocklastige Stücke ab. Laut John Kelman in All About Jazz hat sich e.s.t. damit schrittweise zu einer bedeutenden Kraft der europäischen (Jazz-)Szene entwickelt und mehr zu einer Song-Form ihrer Stücke vergleichbar mit Keith Jarrett oder Bill Evans und weg von ihren Wurzeln, die eher bei Thelonious Monk liegen.
Stuart Nicholson vergleicht den Sound des Trios mit dem von Radiohead:

“If you like Radiohead, then you’ll get EST. There’s a moment on Seven Days of Falling, during the track 'Why She Couldn’t Come', where Esbjörn Svensson’s piano pauses, Dan Berglund sustains a bass tone and Magnus Öström does a drum fill and you fully expect a Thom Yorke vocal to follow.”

„Wenn Du Radiohead magst, wirst Du EST verstehen. Da gibt es den Moment auf 'Seven Days of Falling' während des Stücks 'Why She Couldn’t Come', wenn Esbjörn Svenssons Piano pausiert, Dan Berglund eine Bassnote in die Länge zieht und Magnus Öström ein drum fill schlägt und Du erwartest, dass Thom Yorkes Stimme einsetzt.“

Nicholson bescheinigt dem Trio, zu den wenigen Musikern zu gehören, die – ohne ihre Kunst zu verraten – volkstümlich sein können und den normalen Warenbestand des gewöhnlichen Jazzmusikers zu meiden. (One of those rare musicians who dispense the common touch without compromising his art, Svensson avoids the usual jazz musician’s stock in trade.).
Als hidden track (etwa bei 9:30 von O.D.R.I.P.) gibt es als Zugabe eine Version von Believe Beleft Below mit Text, gesungen von Charlie Hadens Sohn Josh.